# Apatura pseudilia
Apatura pseudilia är en fjärilsart som beskrevs av Le Moult 1947. Apatura pseudilia ingår i släktet Apatura och familjen praktfjärilar. Inga underarter finns listade i Catalogue of Life.